# Frederico d'Ávila
Frederico Braun d'Ávila (São Paulo, 2 de noviembre de 1977) es un agricultor y político brasileño, afiliado al Partido Liberal (PL). En las elecciones de 2018, fue elegido diputado estatal por São Paulo, ejerciendo entre 2019 y 2023.

## Biografía
Productor rural en la región del suroeste paulista, Frederico d'Ávila desciende, por parte de su padre, de Garcia d'Ávila, administrador colonial portugués que, en el Brasil del siglo XVII, fue propietario de una de las mayores extensiones de tierra de la historia, teniendo, por consiguiente, ascendencia luso-indígena.
Por parte materna, Frederico d'Ávila tiene ascendencia austríaca y húngara. En el ámbito geopolítico internacional, Frederico apoya causas conservadoras y al Estado de Israel, habiéndose involucrado en muchas discusiones en contra de críticos del gobierno israelí. Es hermano del también político Luiz Felipe d'Ávila, candidato a la presidencia de la República por el Partido Novo.
Frederico concentra su actuación política en la agropecuaria, habiendo ocupado diversos cargos en entidades del sector mucho antes de postularse como diputado estatal en 2018. Entre 2011 y 2013, fue asesor especial de Geraldo Alckmin en el gobierno de São Paulo; entre 2017 y 2020, fue consejero y director de la Sociedad Rural Brasileña (SRB); y entre 2019 y 2020, fue vicepresidente de la Aprosoja São Paulo. 
Intentó ser elegido diputado federal en las elecciones de 2022, pero no tuvo éxito, a pesar de haber obtenido 46.974 votos, casi el doble que en las elecciones de 2018, quedando como quinto suplente en la lista de diputados federales del Partido Liberal.

## Actuación legislativa
En septiembre de 2021, el gobierno de São Paulo sancionó el proyecto de ley 1.099/2019, de autoría del diputado estatal Frederico d'Ávila, que convierte el primer día de julio en la fecha conmemorativa del Día del Policía Militar de Caballería. Con la sanción, el proyecto se convirtió en la Ley 17.400/21, válida para todo el estado de São Paulo.
El 7 de enero del mismo año, Frederico d'Ávila organizó, junto con otras figuras del agronegocio paulista, los "Tratoraços" que se realizaron en cientos de municipios del interior paulista, con el objetivo de impedir aumentos en el ICMS para insumos agrícolas, alimentos básicos, medicamentos genéricos, electricidad, entre otros. El día anterior a los "Tratoraços", el gobernador João Doria anunció la cancelación de esos aumentos en el ICMS,con el objetivo de impedir aumentos en el ICMS para insumos agrícolas, alimentos básicos, medicamentos genéricos, electricidad, entre otros. El día anterior a los "Tratoraços", el gobernador João Doria anunció la cancelación de esos aumentos en el ICMS.
Frederico también logró enviar para la consideración del Gobierno Estatal otro proyecto de ley, de numeración 38/2020, que busca implementar en toda la red pública del ensino estadual un plato diario y obligatorio de arroz y frijoles para los alumnos. Sin embargo, tras haber sido aprobado por unanimidad en la Asamblea Legislativa de São Paulo (Alesp) en diciembre de 2020, fue vetado por el gobernador João Doria (PSDB).
En 2019, al inicio de su mandato, Frederico d'Ávila tuvo un papel destacado en la aprobación del Proyecto de Ley 558/2018 (convertido en la Ley n.º 17.295/2020), que garantiza el control y manejo de "especies exóticas invasoras" en el Estado de São Paulo, especialmente los jabalíes y javaporcos.

## Controversias

### Homenaje a Pinochet
El 20 de noviembre de 2019, presentó a la Alesp un proyecto para homenajear al dictador Augusto Pinochet, que gobernó Chile. Un día después de la publicación de la noticia por G1, el presidente de la ALESP, Cauê Macris (PSDB), firmó un acto de la presidencia impidiendo el homenaje que se llevaría a cabo el 10 de diciembre de 2019.

### Conflictos con Mônica Seixas
En marzo de 2021 fue condenado a pagar R$ 8 mil de indemnización por daños morales al Partido Socialismo y Libertad (PSOL) por publicar una imagen en Instagram sobre una discusión con la diputada estatal Mônica Seixas (PSOL-SP) y afirmar que el partido tiene vínculos con “narcotráfico internacional”.

### Críticas a la Iglesia Católica
El 12 de octubre de 2021, día de Nuestra Señora Aparecida, el Dom Orlando Brandes, arzobispo de Aparecida, dijo en un sermón que "una patria amada no puede ser una patria armada" y criticó la corrupción, la miseria y las fake news. Tras el sermón del arzobispo, Frederico hizo duras críticas a la Iglesia Católica desde la tribuna de la ALESP. En su discurso, D'Ávila criticó al arzobispo Orlando Brandes, a la Conferencia Nacional de Obispos de Brasil (CNBB) y al Papa Francisco:

Su sinvergüenza de la CNBB dando un mensaje al presidente Bolsonaro, a la población brasileña, que una patria amada no es una patria armada. Una patria amada es la patria que no se somete a esta gentuza. (…) Su vagabundo, sinvergüenza, que se somete a este papa vagabundo también. La última cosa que ustedes cuidan es del espíritu, del bienestar y del confort del alma de las personas. ¿Quién se creen para estar usando la sotana y el altar para estar haciendo proselitismo político? Sus pedófilos sinvergüenzas, la CNBB es un cáncer que necesita ser extirpado de Brasil.

El diputado se disculpó poco después. La CNBB y el propio obispo Orlando Brandes presentaron denuncias penales contra Frederico d'Ávila, sin embargo, ambas fueron rechazadas por el Órgano Especial del Tribunal de Justicia de São Paulo. La votación en el pleno de la Asamblea Legislativa, que decidiría sobre la suspensión de su mandato por 90 días, fue aplazada seis veces, debido a la falta de quórum para la realización de la votación.
En noviembre de 2022, el diputado Frederico d'Ávila visitó al Papa Francisco en el Vaticano y le pidió perdón. Sosteniendo su mano, el Papa lo perdonó. La escena fue transmitida por el programa RedeTV! News, en la edición del 06/12/2022.
En la entrevista para el programa, Frederico d'Ávila afirmó que optó por visitar al Papa solo después de terminar las elecciones brasileñas, para que no lo acusaran de "usar la visita con fines electorales". El diputado también reiteró que, debido a una experiencia de casi muerte el día anterior a su discurso en la Alesp, cuando sufrió un asalto frente a su esposa e hijos, terminó sobrepasando los límites al responder a la crítica del obispo Dom Orlando Brandes sobre el armamento civil.